# Çebişler, Akpınar
Çebişler là một xã thuộc huyện Akpınar, tỉnh Kırşehir, Thổ Nhĩ Kỳ. Dân số thời điểm năm 2010 là 115 người.